# Астиоха
Астиоха је у грчкој митологији било име више личности.

## Митологија
- Аполодор је наводи као Лаомедонтову кћерку коју је имао са Стримом, Плакијом или Леукипом. Према другим ауторима, она је била Пријамова кћерка, удата за Телефа, са којим је имала сина Еурипила.[1] Након тројанског рата, заробили су је Ахејанци. Тако је доспела у Италију, а плашећи се ропства у Грчкој, запалила им је лађе, узрокујући да се они населе тамо. Због тога су њене сестре и она назване Наупрестиде.[2]
- Аполодор ју је поменуо и као једну од Ниобида.[3]
- Нимфа најада, која је потицала са извора или фонтана града Троје у Троади, Анатолији. Према Аполодору њен отац је био речни бог Симоид, а са Ерихтонијем је имала сина Троја, епонимног хероја истоименог града.[4]
- Кћи Филе, која је са Хераклом, након што је освојио краљевину њеног оца, Епир, имала сина Тлеполема.[1]
- Акторова кћерка, са којом је Ареј имао два сина; Аскалафа и Јалмена.[1]
- Ификлова супруга[1], која са својим мужем дуго није имала деце због његове полне немоћи.[5]
- Према Хигину, Строфијева супруга.[2] Према другим ауторима, њено име је Анаксибија.[6]
- Тебанка, која је имала сина Пентеја који је учествовао у рату седморице против Тебе.[2]